# Dave Casper
David John „Dave“ Casper (* 26. September 1951 in Bemidji, Minnesota), Spitzname: The Ghost, ist ein ehemaliger US-amerikanischer American-Football-Spieler. Er spielte als Tight End in der National Football League (NFL) bei den Oakland/Los Angeles Raiders, den Houston Oilers und den Minnesota Vikings.

## Jugend
Dave Casper wurde in Bemidji geboren. Nach seiner Geburt zog seine Familie mehrfach um und er besuchte zunächst in Elgin, Illinois und in seinem letzten Schuljahr in Chilton, Wisconsin, die Highschool. Neben Football spielte er auf der Schule Baseball, Basketball und war als Golfspieler aktiv. Im Jahr 1969 gelang es seiner Schulmannschaft alle Spiele zu gewinnen. Sein Team erzielte in der Saison 363 Punkte und gab dabei keinen einzigen Punkt ab.

## Spielerlaufbahn

### College
Nach seinem Schulabschluss erhielt der katholisch erzogene Dave Casper ein Stipendium an der University of Notre Dame. Er spielte College Football, für die Notre Dame Fighting Irish von 1971 bis 1973 unter Head Coach Ara Parseghian. Zunächst als Offensive Tackle, bevor er in seinem letzten Studienjahr auf die Position eines Tight Ends wechselte. Im Jahr 1973 konnte er mit seiner Mannschaft gegen das Team der University of Alabama den Sugar Bowl gewinnen. Nach dem 24:23-Sieg der Fighting Irish erklärte die US-amerikanische Presse die Mannschaft zum nationalen Meister. In diesem Jahr fungierte Casper auch als stellvertretender Mannschaftskapitän des Teams und wurde zum All American sowie zum Offense-MVP der Fighting Irish gewählt. In allen drei Spieljahren wurde er von seinem College aufgrund seiner sportlichen Leistungen ausgezeichnet. Im Jahr 1974 spielte er zudem im College-All-Star-Game und im Hula Bowl, einem weiteren Auswahlspiel.

### NFL
Dave Casper wurde von den von John Madden trainierten Oakland Raiders im Jahr 1974 in der zweiten Runde der NFL Draft an 45. Stelle ausgewählt. Madden setzte Casper als Tight End in der Offense der Mannschaft ein.
Nach der Saison 1974 und 1975 musste sich Casper mit den Raiders den von Chuck Noll betreuten Pittsburgh Steelers jeweils im AFC Championship Game mit 24:13 und 16:10 geschlagen geben.
Die Serie von Endspielniederlagen endete für Casper 1976. Das Team hatte in der Regular Season lediglich eines von 14 Spielen verloren und zog in die Play-offs ein. Gegner im Divisional-Play-off-Spiel waren die New England Patriots, die knapp mit 24:21 besiegt werden konnten. Casper konnte in dem Spiel vier Pässe für einen Raumgewinn von 47 Yards fangen. Im AFC Championship Game traf die Mannschaft von John Madden erneut auf die Steelers. Der Mannschaft um Gene Upshaw, Ken Stabler und Willie Brown gelang die Revanche für die beiden vorhergehenden Endspielniederlagen und sie gewann mit 24:7. Die Kontrahenten im folgenden Super Bowl XI waren die Minnesota Vikings. Casper fing vier Pässe von Quarterback Ken Stabler und trug einen Pass zu einem Touchdown in die Endzone der Vikings. Das Team aus Minnesota ging mit einer 32:14-Niederlage vom Platz.
1977 konnten die Raiders ihren Super-Bowl-Titel nicht verteidigen. Sie trafen im AFC Championship Game auf die Denver Broncos und verließen mit einer 20:17-Niederlage das Spielfeld. Casper hatte im Spiel trotzdem überzeugt. Er fing fünf Pässe für einen Raumgewinn von 71 Yards und erzielte zwei Touchdowns.
Nach der Saison 1978 übernahm Tom Flores das Traineramt bei den Raiders. Stabler wiederum wechselte 1979 zu den Houston Oilers und wurde durch Jim Plunkett ersetzt. Nach der Saison 1980 gewannen die Raiders erneut den Super Bowl. Obwohl Casper im Laufe der Saison von den Raiders zu den Houston Oilers transferiert wurde, wird er in den Rekordbüchern der NFL als Super-Bowl-Gewinner geführt. Ausgerechnet im Wildcard-Play-off-Spiel der American Football Conference (AFC) traf Casper mit seiner neuen Mannschaft auf sein ehemaliges Team aus Oakland. Obwohl er drei Pässe seines Quarterbacks Ken Stabler fangen konnte, gelang es ihm nicht die 27:7-Niederlage der Mannschaft aus Houston zu verhindern.
Bei den Oilers konnte Casper nicht mehr an seine großen Erfolge anknüpfen. Er wechselte in der Saison 1983 zu den Minnesota Vikings um im Jahr 1984 seine Laufbahn bei den Los Angeles Raiders zu beenden.

## Nach der Laufbahn
Dave Casper hatte bereits auf der University of Notre Dame sein Studium der Wirtschaftswissenschaft erfolgreich abgeschlossen. Er ist heute in Lake Elmo, Minnesota, als Finanzdienstleister tätig.

## Ehrungen
Dave Casper spielte fünfmal im Pro Bowl und wurde viermal zum All-Pro gewählt. Casper ist Mitglied im NFL 1970s All-Decade Team, in der Pro Football Hall of Fame und in der College Football Hall of Fame.

## Quelle
- Tom Flores, Matt Fulks: Tales from the Oakland Raiders, Sports Publishing LLC, 2003, ISBN 978-1-58261-599-8

| Personendaten    | Personendaten                               |
| ---------------- | ------------------------------------------- |
| NAME             | Casper, Dave                                |
| ALTERNATIVNAMEN  | Casper, David John (wirklicher Name)        |
| KURZBESCHREIBUNG | US-amerikanischer American-Football-Spieler |
| GEBURTSDATUM     | 26. September 1951                          |
| GEBURTSORT       | Bemidji, Minnesota, USA                     |